# ATP Firenze 1978
L'ATP Firenze 1978 è stato un torneo di tennis giocato sulla terra rossa. È stata la 6ª edizione dell'ATP Firenze che fa parte del Colgate-Palmolive Grand Prix 1978. Si è giocato a Firenze in Italia dal 21 al 27 maggio 1978.

## Campioni

### Singolare
José Luis Clerc ha battuto in finale  Patrice Dominguez con il punteggio di 6–4, 6–2, 6–1

### Doppio
Corrado Barazzutti /  Adriano Panatta hanno battuto in finale  Mark Edmondson /  John Marks con il punteggio di 6–3, 6–7, 6–3